# Witnekkraai
De witnekkraai (Corvus leucognaphalus) is een zangvogel uit de familie van de kraaien. Het is een endemische vogel van het eiland Hispaniola.

## Kenmerken
De witnekkraai is 39 tot 50 cm lang. Het is de grootste van de vier soorten kraaien die voorkomen in de Caraïben. Deze kraai is nauw verwant aan de Cubaanse kraai (C. nasicus) en de Jamaicaanse kraai (C. jamaicensis). Het is een forse, gedrongen, geheel zwarte vogel. Het zwart van het verenkleed heeft een blauwe metaalglans. De kop lijkt groot, kenmerkend is de oranje tot okerkleurige iris.

## Verspreiding en leefgebied
De witnekkraai komt voor op het eiland Hispaniola (de Dominicaanse Republiek en Haïti) en wat kleine, omliggende eilandjes. Vóór 1977 kwam de vogel ook voor op het eiland Puerto Rico. Het is een vogel van oude, ongerepte bossen in laagland en op berghellingen. Deze kraai past zich niet aan in sterk aangetast bos. De vogel leeft van vruchten en zaden, maar ook van kleine gewervelde dieren en insecten.

## Status
De witnekkraai heeft een klein en gefragmenteerd verspreidingsgebied en daardoor is er de kans op uitsterven. De grootte van de populatie is in de 20e eeuw sterk gedaald maar de laatste jaren lijken de aantallen weer wat toe te nemen. Toch staat deze kraai nog steeds als kwetsbaar op de Rode Lijst van de IUCN.